# Anni 2020
Gli anni 2020 sono il decennio che comprende gli anni dal 2020 al 2029 inclusi.

## Eventi, invenzioni e scoperte

### 2020
- 1º gennaio: la Croazia assume la presidenza di turno dell'Unione Europea per la prima volta.
- 8 gennaio: l'Iran lancia missili contro basi militari statunitensi in Iraq, in rappresaglia all'uccisione di Qasem Soleimani avvenuta il 3 gennaio all'aeroporto internazionale di Baghdad: due basi militari statunitensi situate in Iraq vengono danneggiate; viene anche abbattuto per errore l'Ukraine International Airlines 752, uccidendo 176 persone.
- 9 gennaio: inizia a manifestarsi la COVID-19.
- 23 gennaio: la città cinese di Wuhan, luogo d'origine del virus SARS-CoV-2, viene messa in quarantena con la sospensione di tutti i trasporti pubblici in entrata e in uscita dalla città.
- 31 gennaio: la Brexit diventa effettiva (mezzanotte del 1º febbraio nel fuso orario dell'Europa centrale).

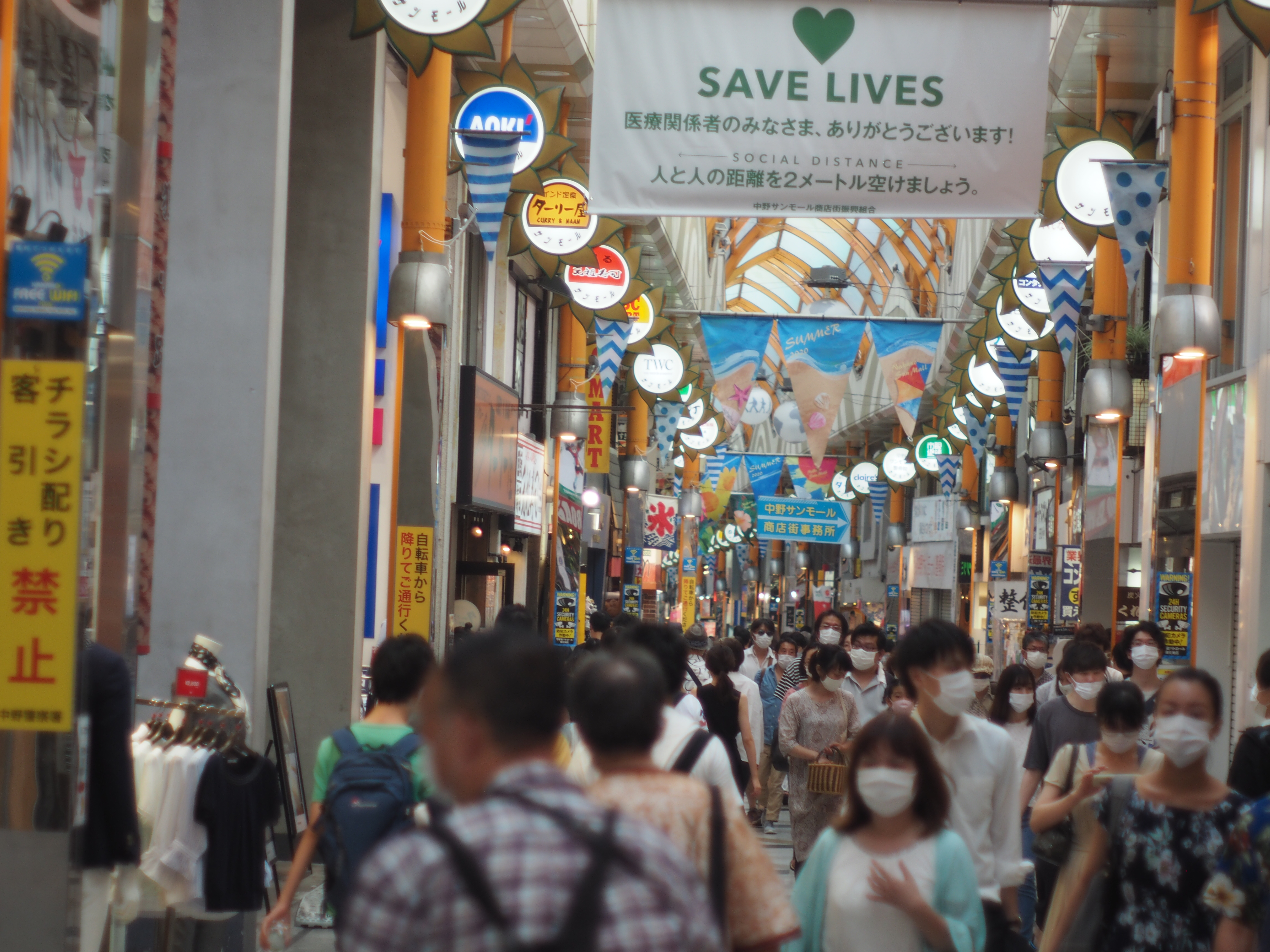
Una folla durante la pandemia di COVID-19

- 29 febbraio: in Qatar viene firmato l'accordo di Doha tra la fazione talebana e gli Stati Uniti d'America; l'accordo prevede la fine della guerra in Afghanistan attraverso il ritiro completo delle truppe statunitensi e della coalizione NATO dal territorio afghano entro il 31 agosto 2021.
- 11 marzo: l'OMS dichiara che l'epidemia di COVID-19 è una pandemia.
- 25 maggio: l'afroamericano George Floyd muore soffocato da un poliziotto durante l'arresto, dando così il via ad una serie di imponenti manifestazioni contro il razzismo e gli abusi delle forze dell'ordine degli Stati Uniti nei confronti dei cittadini di colore.
- 3 novembre: Joe Biden è il Presidente eletto degli Stati Uniti d'America. Nelle ore immediatamente successive, il Presidente uscente Donald Trump si rifiuta di riconoscere l'esito delle votazioni e la vittoria del suo avversario, denunciando brogli elettorali.
- 27 dicembre: nell'Unione europea si dà il via libera all'inizio delle vaccinazioni contro la COVID-19.

### 2021

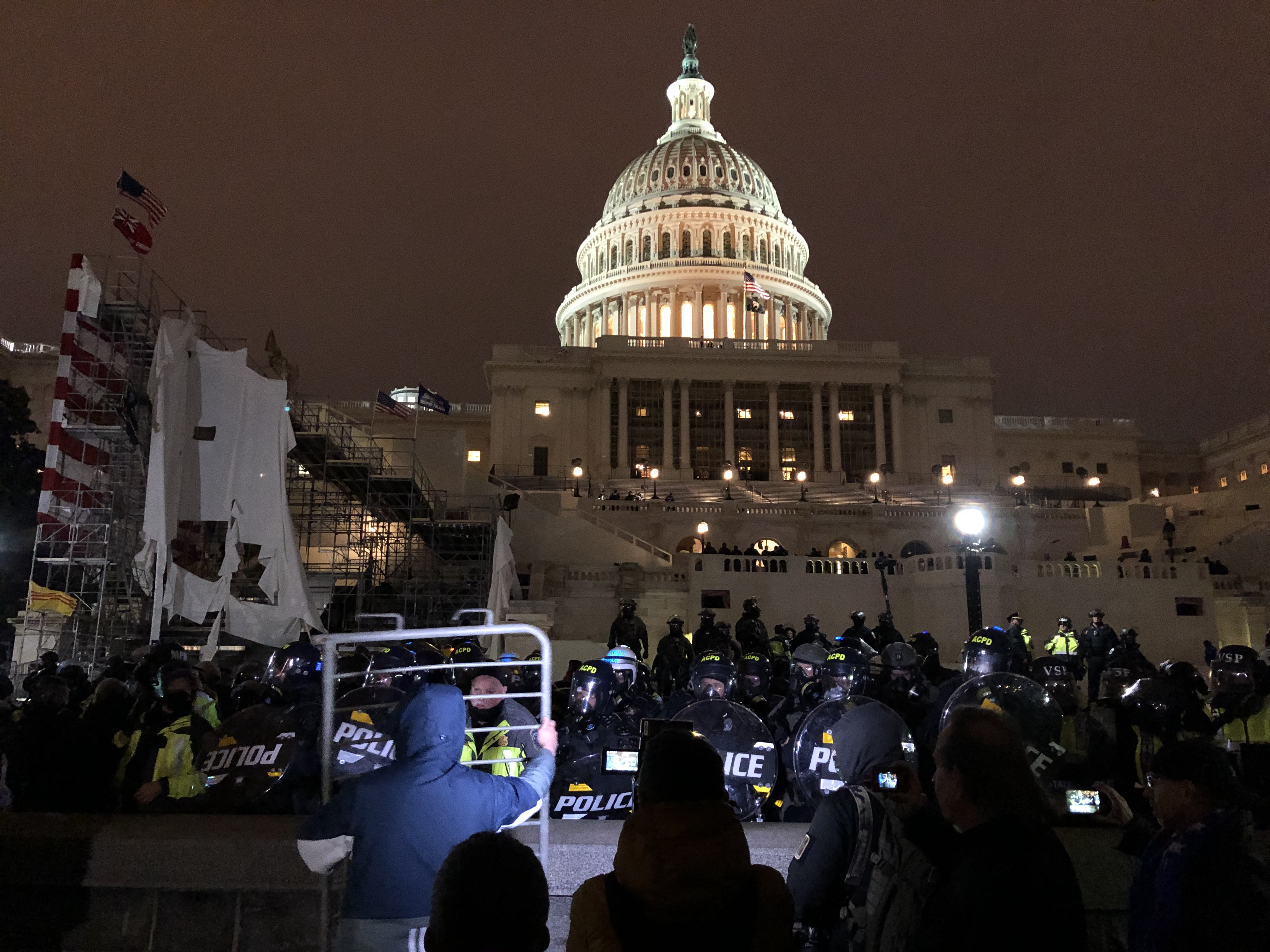
Polizia antisommossa e manifestanti durante l’assalto al Campidoglio degli Stati Uniti la sera del 6 gennaio

- 6 gennaio: a Washington, manifestanti a favore del Presidente uscente Donald Trump riescono a fare irruzione all'interno del Campidoglio, durante la sessione di proclamazione del Presidente eletto Joe Biden. La sessione viene immediatamente interrotta, i parlamentari e il vicepresidente Mike Pence vengono fatti evacuare e l’edificio viene blindato; cinque persone muoiono negli scontri a fuoco o nella calca[1][2].

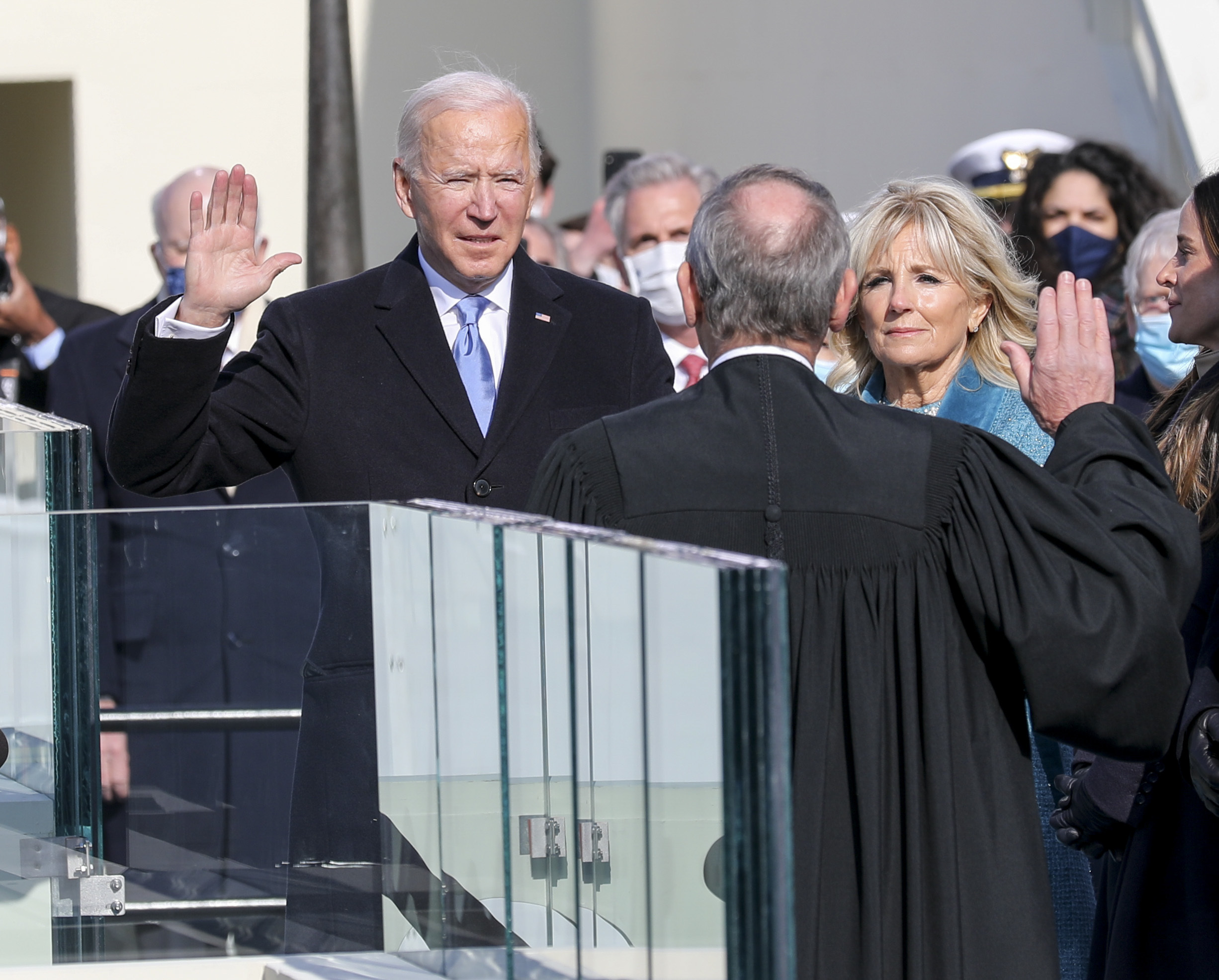
Il giuramento di Biden

- 20 gennaio: Joe Biden diventa il 46º Presidente degli Stati Uniti d'America. All'età di 78 anni, è il più anziano Presidente mai eletto nella storia del suo Paese.

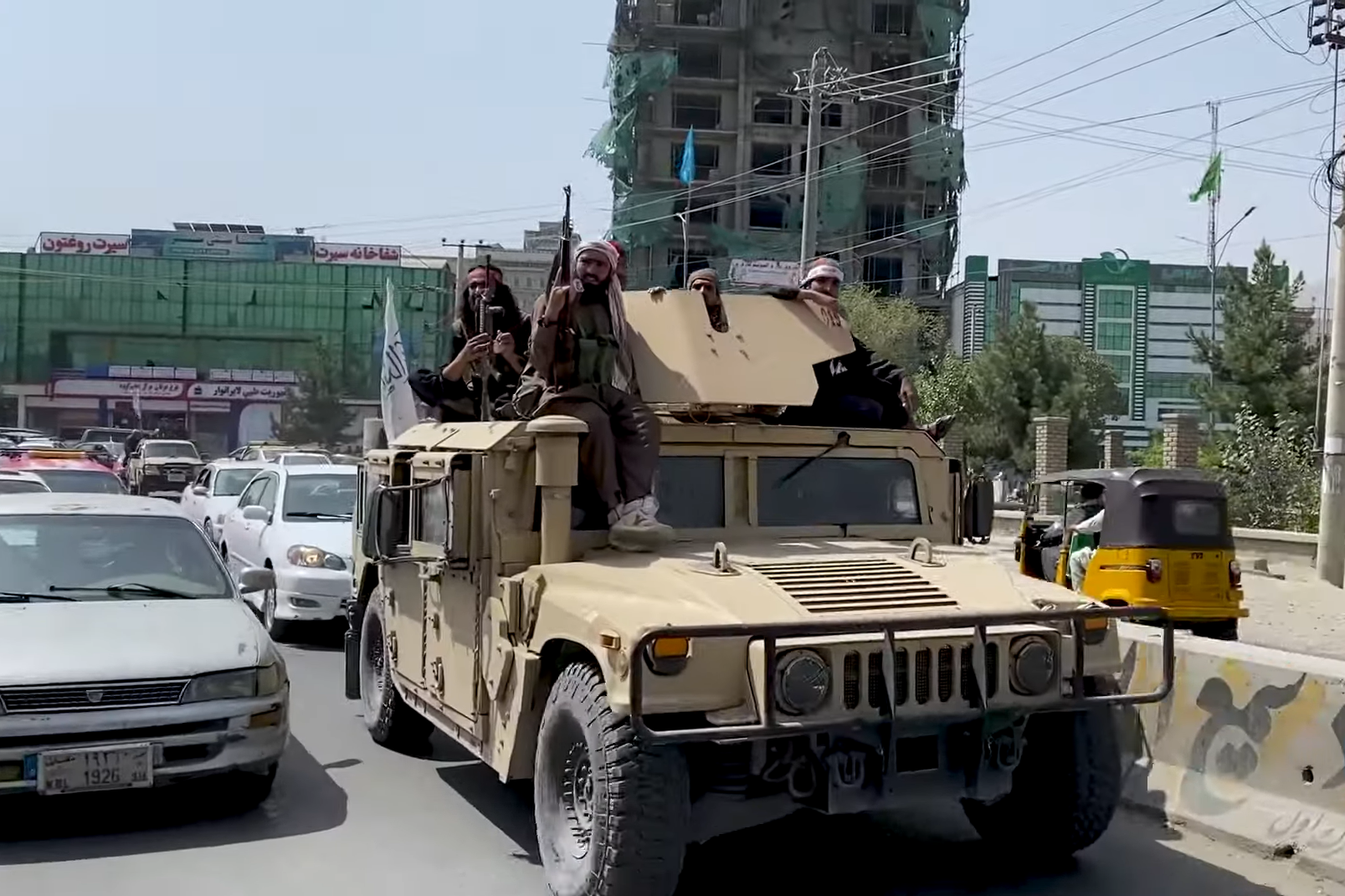
Talebani pattugliano Kabul il 17 agosto dopo aver preso la città

- 1º febbraio: si verifica un colpo di Stato militare in Birmania, messo in atto dalle forze armate birmane capeggiate dal generale Min Aung Hlaing, che porta al rovesciamento del governo di Aung San Suu Kyi la quale viene arrestata.
- 1º maggio: in seguito all'annuncio del ritiro delle forze NATO dall'Afghanistan, i talebani lanciano un'offensiva militare allo scopo di riprendere il controllo totale del Paese.
- 15 agosto: i talebani conquistano Kabul, capitale dell'Afghanistan, a seguito del ritiro delle truppe statunitensi dal territorio afghano.
- 30 agosto: con l'evacuazione dell'ultimo soldato americano dall'aeroporto di Kabul e il controllo totale dell'Afghanistan da parte dei talebani, termina ufficialmente la guerra in Afghanistan dopo quasi venti anni di conflitto.
- 1º ottobre: inizia l'Expo 2020 a Dubai (rinviato di un anno a causa della pandemia di COVID-19).
- 25 ottobre: in Sudan avviene un colpo di Stato, messo in atto dall'esercito sudanese, che arresta il primo ministro Abdalla Hamdok.

### 2022
- 15 gennaio: l'eruzione del vulcano Hunga Tonga-Hunga Haʻapai, nell'arcipelago di Tonga, causa un maremoto che si abbatte sulla maggior parte dei Paesi sul Pacifico uccidendo cinque persone.
- 29 gennaio: Sergio Mattarella viene eletto Presidente della Repubblica Italiana per il secondo mandato consecutivo.

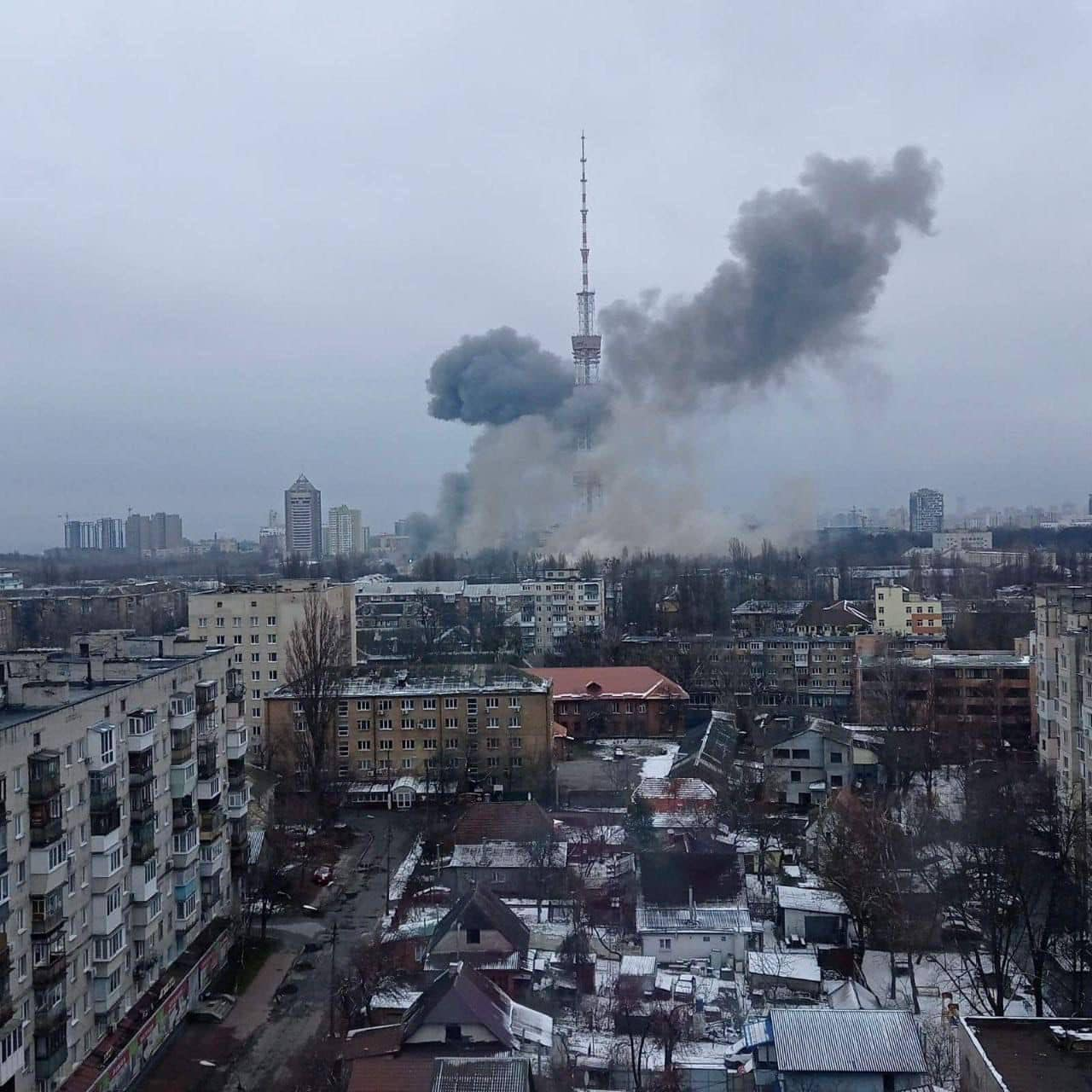
Bombardamento dell’antenna delle telecomunicazioni di Kiev

- 24 febbraio: nel contesto della crisi russo-ucraina, la Russia dà avvio all'invasione dell'Ucraina.
- 2 agosto: la Speaker della Camera dei rappresentanti degli Stati Uniti Nancy Pelosi, insieme ad una delegazione composta da cinque membri del Partito Democratico della Camera, visita l'isola di Taiwan durante un tour in Asia che include anche altri Paesi orientali. Questo evento scatena delle tensioni diplomatiche tra gli Stati Uniti d'America e la Cina la quale decide di rispondere con una serie di esercitazioni militari che si terranno nei giorni successivi intorno all'isola.
- 8 settembre: presso il Castello di Balmoral, in Scozia, muore la regina Elisabetta II; questo evento segna la fine del suo regno durato oltre settant’anni; le succede al trono il figlio Carlo, il quale assume il nome di Carlo III.[3]
- 16 settembre: a Teheran scoppiano le proteste per la morte di Mahsa Amini contro il regime iraniano il quale risponde con una forte repressione e decine di condanne a morte.

### 2023
- 1º gennaio: la Croazia adotta come moneta unica l'euro.
- 8 gennaio: presso la città di Brasilia, migliaia di manifestanti a favore dell'ex Presidente Jair Bolsonaro prendono d'assalto il Congresso nazionale del Brasile.
- 4 aprile: la Finlandia entra nella NATO.
- 5 maggio: l'OMS dichiara ufficialmente la fine della pandemia di COVID-19.
- 6 maggio: a Londra avviene l'incoronazione di re Carlo III.[4]
- 7 ottobre: inizia la guerra Israele-Hamas.
- 14 ottobre: Eclissi solare.

### 2024
- 8 aprile: Eclissi solare totale.
- Programma Artemis
- 21 novembre: la Corte penale internazionale emette mandati d'arresto internazionali nei confronti di diversi funzionari Israeliani e del gruppo terroristico palestinese Hamas per presunti crimini di guerra nel contesto della Guerra di Gaza

### 2025
- Anno Santo ordinario - Giubileo cattolico.
- Esposizione universale a Osaka.
- 20 gennaio: Donald Trump si insedia come 47º Presidente degli Stati Uniti d'America
- 8 maggio: in seguito alla morte di papa Francesco avvenuta lo scorso 21 aprile, i cardinali si riuniscono in conclave ed eleggono il cardinale Robert Francis Prevost nuovo papa. Quest'ultimo sceglie il nome di Leone XIV.
- 13-24 giugno: inizia la guerra Iran-Israele. Il 22 giugno gli Stati Uniti intervengono direttamente nel conflitto, compiendo attacchi aerei contro tre siti nucleari iraniani situati a Fordow, Natanz ed Esfahan. Due giorni dopo l'Iran risponde attaccando delle basi statunitensi in Qatar, ma lo stesso giorno viene trovato un accordo per un cessate il fuoco.

### 2027
- 2 agosto: Eclissi solare totale.

### 2029
- L'asteroide 99942 Apophis passerà a una distanza dalla Terra di circa 36 350 km.

## Sport
- 2021:
  - 11 luglio: L'Italia vince il XVI Campionato Europeo di calcio (rinviato dal 2020) contro l'Inghilterra, aggiudicandosi il secondo titolo nella sua storia dopo ben 53 anni, al Wembley Stadium di Londra.
  - 23 luglio - 8 agosto: Giochi della XXXII Olimpiade a Tokyo (rinviati dal 2020).
  - 24 agosto - 5 settembre: XVI Giochi paralimpici estivi a Tokyo (rinviati dal 2020).
- 2022:
  - 4 - 20 febbraio: XXIV Giochi olimpici invernali a Pechino.
  - 4 - 13 marzo: XIII Giochi paralimpici invernali a Pechino.
  - 20 novembre - 18 dicembre: XXII Mondiali di calcio in Qatar, vinti per la terza volta dall'Argentina.
- 2023: 
  - 8 settembre - 28 ottobre: X Mondiali di rugby in Francia, vinti dal Sudafrica.
- 2024:
  - 14 giugno - 14 luglio: XVII Campionato Europeo di calcio in Germania, vinto dalla Spagna.
  - 26 luglio - 11 agosto: Giochi della XXXIII Olimpiade a Parigi.
  - 28 agosto - 8 settembre: XVII Giochi paralimpici estivi a Parigi.
- 2026:
  - XXIII Mondiali di calcio in USA, Canada e Messico.
  - XXV Giochi olimpici invernali a Milano e Cortina d'Ampezzo.
  - XIV Giochi paralimpici invernali a Milano e Cortina d'Ampezzo.
  - XX Giochi del Mediterraneo a Taranto
- 2028:
  - Giochi della XXXIV Olimpiade a Los Angeles.
  - XVIII Giochi paralimpici estivi a Los Angeles.